# Frans de Lange
Frans Antonie de Lange (Harderwijk, 13 oktober 1965)  is een Nederlands politicus van de ChristenUnie.

## Biografie
Na de havo ging De Lange werken in het eendenfokbedrijf van zijn ouders. Daarnaast was hij in die periode ook politiek actief; zo was hij fractiesecretaris van de SGP/RPF/GPV-fractie in Harderwijk. In 1992 werd hij daar gemeenteraadslid en tien jaar later wethouder. Eind 2007 volgde zijn benoeming tot burgemeester van Elburg als opvolger van zijn partijgenoot Henk Visser die vervroegd met pensioen ging. De Lange stopte per 1 februari 2017 als burgemeester om directeur te worden van zendingsorganisatie GlobalRize en daarnaast als bestuurslid toe te treden van Christenen voor Israël. Met ingang van die dag werd Harry Dijksma benoemd als waarnemend burgemeester van Elburg.